# رحيم أباد (أرومية)
رحيم أباد هي قرية في مقاطعة أرومية، إيران. عدد سكان هذه القرية هو 145 في سنة 2006.